# EP2
EP2 é o segundo EP da cantora e compositora espanhola Natalia Lacunza. Lançado em 13 de março de 2020, o EP é composto por sete músicas simples e escritas em casa, mesclando os idiomas inglês e espanhol. 
Após uma semana de seu lançamento, o álbum foi o mais vendido de toda a Espanha. "Conta uma história dividida em canções, como se um sentimento se desenrolasse e pudesse ser ouvido em pedaços", revelou Natalia em entrevista.
Com um tom mais triste e falando sobre desapego, "Olvídate de Mí" foi o primeiro single do EP a ser lançado, alcançando até o momento a marca de mais de cinco milhões de ouvintes no Spotify. Já o segundo single, "Algo Duele Más", contou com a colaboração do produtor Bronquio (Kiko Veneno, Rocio Marquez, Camellos, Pony Bravo, Novedades Carminha) e nos trás um ar um tanto obscuro e melancólico.
Natalia também trabalhou com Mori, responsável pela produção de "Llueve", e com o produtor valenciano Fake Guido (Bad Gyal) com quem já havia trabalhado em sua canção "A otro lado", pertencente ao seu primeiro álbum.

## Lista de faixas
Lista de faixas adaptadas do Apple Music.
| N.º            | Título                                   | Compositor(es)                                                       | Produtor(es)           | Duração |  |
| 1.             | "Algo Duele Más" (com part. de BRONQUIO) | Natalia Lacunza Santiago Gonzalo Dopico                              | BRONQUIO               | 2:50    |  |
| 2.             | "A Otro Lado"                            | Natalia Lacunza Leticia Sala Pau Riutort Pablo Martínez              | Pau Riutort Fake Guido | 3:03    |  |
| 3.             | "Boys"                                   | Adrià Domenech Victoria Riba Marwan Abu-Tahoun Recio Natalia Lacunza | Innercut               | 2:36    |  |
| 4.             | "Ya Te Vas"                              | Natalia Lacunza Carlos René Echanique                                | Carlos René            | 3:03    |  |
| 5.             | "Dile"                                   | Natalia Lacunza Carlos René Echanique Luis Sansó Gil                 | Carlos René            | 2:24    |  |
| 6.             | "Olvídate De Mí"                         | Natalia Lacunza Carlos René Echanique Luis Sansó Gil                 | Carlos René            | 2:58    |  |
| 7.             | "Ilueve" (com part. de Mori)             | Martín Moreno Rivera Natalia Lacunza                                 | Mori                   | 3:16    |  |
| Duração total: | Duração total:                           | Duração total:                                                       | Duração total:         | 20:12   |  |

Notas
- Todos os títulos das canções são estilizados em letras minúsculas.